# Đường sắt quốc gia Thái Lan
Đường sắt quốc gia Thái Lan (SRT) (tiếng Thái: การรถไฟแห่งประเทศไทย, viết tắt. รฟท., RTGS: kan rot fai haeng prathet thai) là một tuyến đường sắt quốc gia thuộc thẩm quyền của Bộ Giao thông Vận tải ở Thái Lan.

## Lịch sử

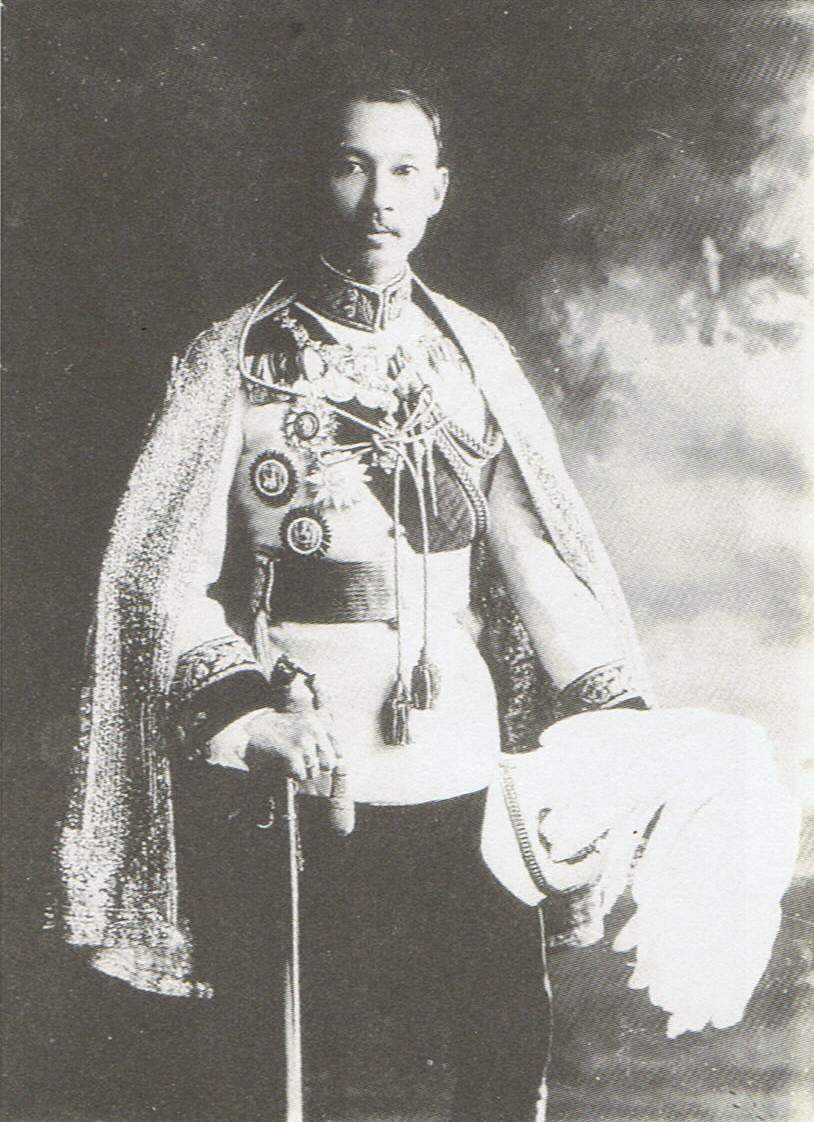
Hoàng tử Purachatra Jayakara, tổng ủy viên đầu tiên của Đường sắt Hoàng gia Xiêm

SRT được thành lập dưới tên Đường sắt Hoàng gia Xiêm (RSR) vào năm 1890. Vua Chulalongkorn ra lệnh thành lập Bộ Đường sắt trực thuộc Bộ Công trình Công cộng và Quy hoạch Đô thị và Nông thôn. Công trình đường sắt Bangkok-Ayutthaya dài (71 km hay 44 mi), phần đầu tiên của Tuyến Bắc, được bắt đầu năm 1890 và khánh thành vào ngày 26 tháng 3 năm 1897. Tuyến Thon Buri-Phetchaburi dài (150 km hay 93 mi), thuộc Tuyến Nam, mở cửa ngày 19 tháng 6 năm 1903. Người chỉ huy đường sắt RSR đầu tiên là Hoàng tử Purachatra Jayakara, hoàng tử Kamphaengphet.
Tuyến Bắc ban đầu được xây dựng với khổ 1.435 mm (4 ft 8+1⁄2 in) đường sắt khổ tiêu chuẩn, nhưng vào tháng 9 năm 1919 quyết định thay đổi khổ chuẩn 1.000 mm (3 ft 3+3⁄8 in) đường sắt khổ 1 mét và tuyến Bắc được thay đổi lại trong vòng 10 năm.  Vào ngày 1 tháng 7 năm 1951, RSR đổi tên thành Đường sắt quốc gia Thái Lan, với tư cách là cơ quan doanh nghiệp nhà nước.
Vào ngày 7 tháng 4 năm 2020, người đứng đầu mới của SRT là Nirut Maneephan thuộc Nội các Thái, thống đốc thứ 29 trong lịch sử. Tính đến  năm 2020 SRT có 4.044 km (2.513 mi) đường ray, tất cả nằm trong khổ chuẩn ngoại trừ Đường sắt sân bay. Gần 91% là đường ray đơn (3.685 km (2.290 mi)) trong khi đó 6% các đoạn quan trọng xung quanh Bangkok, là đường ray khổ đôi (251 km hay 156 mi) và 3% là 3 đường ray (107 km hay 66 mi). Hệ thống phục vụ 47 tỉnh là khoảng 35 triệu hành khách mỗi năm. Số lượng hành khách dự tính sẽ tăng gấp đôi vào năm 2032, và hệ thống đường ray sẽ dài 6.463 km (4.016 mi) để phục vụ 61 tỉnh.